# Ровное (Полтавская область)
Ровное (укр. Рівне) — село,
Пирятинский городской совет,
Пирятинский район,
Полтавская область,
Украина.
Код КОАТУУ — 5323880105. Население по переписи 2001 года составляло 93 человека.

## Географическое положение
Село Ровное находится в 2,5 км от левого берега реки Слепород,
в 3-х км от города Пирятин.
Рядом проходит автомобильная дорога М-03.

## История
- 1917 — хутор Тамаровка переименован в село Ровное.
- В 2016 году село было присоединино к Пирятинскому городскому совету [2].
- Село указано на трехверстовке Полтавской области. Военно-топографическая карта.1869 года как хутор Тамаренка[3]

## Известные уроженцы
Георгиев, Александр Васильевич — первый секретарь Алтайского крайкома КПСС в 1961—1976 гг., под руководством которого Алтайский край достиг значительного социально-экономического прогресса на рубеже 60—70-х годов XX века.